# 中和紡織
中和紡織股份有限公司（英語：CHUNG HO SPINNING CO., LTD.），是一家總部位於臺灣的紡織公司，由吳三連、吳火獅、王金海、葉山母、洪萬傳、林登山、王博文、林星瑞、葉寶、廖繼成等人集資創立於1955年。成立之初董事長為吳三連，1967年起由葉山母擔任董事長至今。

## 歷史
- 1941年7月22日，日本吳羽紡績株式會社和三興紡織株式會社合資在臺灣設立臺灣紡績株式會社，總公司位於臺北市大和町二丁目七番地，擁有二座工場，分別是位於大甲郡大肚庄王田的「王田工場」及位於大屯郡烏日庄烏日的「烏日工場」[2][3]，後者為當時台灣最大的棉紡廠[4]，也是中和紡織的前身，於1943年夏竣工，1945年開始局部運轉[1]。
- 1945年，第二次世界大戰結束，臺灣光復，臺灣紡績株式會社由國民政府接收，並由臺灣省行政長官公署工礦處輕工業組組成的接管委員會負責管理[2]。
- 1946年6月，台灣紡織業有限公司成立，原臺灣紡績株式會社成為其旗下的烏日廠[5]。
- 1947年，二二八事件爆發後，5月16日臺灣省行政長官公署改制為臺灣省政府，其工礦處則改設為台灣省政府建設廳[6]。同年9月，台灣工礦股份有限公司成立，原台灣紡織業有限公司成為其旗下的紡織分公司[1]。
- 1950年，台灣工礦股份有限公司裁併各分公司，原烏日廠改為直接隸屬於其之下，稱「台灣工礦股份有限公司鳥日紡織廠」[1]。
- 1953年1月26日，中華民國總統公布施行耕者有其田政策，地主透過此政策獲得臺泥、臺紙、農林、工礦等四大公營事業的公司股票[7]，促使地主轉型經營企業[8]。
- 1955年7月，吳火獅[2]、吳三連、葉山母[1][9]等人合資承購「台灣工礦股份有限公司鳥日紡織廠」，以此為基礎創立「中和紡織股份有限公司」，創立之初由吳三連擔任董事長，葉山母擔任廠長[1]；原「台灣工礦股份有限公司鳥日紡織廠」則改稱「中和紡織股份有限公司烏日紗廠」。
- 1961年8月1日，吳火獅接任中和紡織股份有限公司董事長[1]。
- 1967年4月18日，葉山母接任中和紡織股份有限公司董事長[1]。
- 2015年，葉啟昭接任中和紡織股份有限公司董事長[10]。
- 2021年，「大承」都更案推出，基地位於南京西路、迪化街口[11]，為歷史悠久的中和紡織總部大樓原址，並與臺北市政府合作，採取保留文化資產的模式[12]，特別保留中和紡織原建物的巴洛克建築立面和屋頂[13]與建築結合，立下都市更新典範[12]。此案係弘千建設、中鹿開發擔任興建方，中鹿營造施工，並邀請三大聯合建築師事務所陳茂雄、設計台北101大樓結構之永峻工程規劃，為台北市大稻埕的指標新案[11]，是目前大同區最高住宅大樓，每坪成交價破120萬元，創區域新高，總銷75億元，2020年10月取得建照，預計2022年第2季開工、2026年底完工[14]。未來「中和紡織故事館」亦預計於「大承」設立，舉辦文化講堂等活動[12]。